# Franciszek Jakszewicz
Franciszek Jakszewicz (ur. 24 sierpnia 1900 w Wiłkomierzu, zm. 13 sierpnia 1968) – polski lekarz, chirurg ortopeda, poseł na Sejm PRL III i IV kadencji.

## Życiorys
Syn Józefa. W latach 1918–1919 murmańczyk, podczas studiów lekarskich członek korporacji akademickiej Konwentu Polonia na Uniwersytecie Stefana Batorego w Wilnie. Dyplom lekarza uzyskał w 1932.  
Przed wojną był inspektorem lekarskim w Urzędzie Wojewódzkim Wołyńskim jednocześnie lekarzem, chirurgiem ortopedą i kierownikiem Poradni Sportowo-Lekarskiej w Łucku. 
Podczas II wojny światowej wstąpił jako ochotnik do Wojska Polskiego, gdzie funkcjonował jako chirurg. Przeszedł szlak bojowy 1 Dywizji Piechoty im. Tadeusza Kościuszki do operacji berlińskiej.
Po II wojnie światowej, był asystentem w Klinice Ortopedycznej Wydziału Lekarskiego UW/AM w Warszawie, jednocześnie pracował jako lekarz chirurg w Głównej Poradni Sportowo-Lekarskiej w Warszawie. Współpracował z Polskim Związkiem Gimnastycznym. Czynny uczestnik Zjazdu SLS 1951 roku, podczas którego przedstawił opracowanie na temat zapobiegania urazowości w gimnastyce 
W latach 1955–1968 pełnił funkcję dyrektora Szpitala Dziecięcego Kompleksowej Rehabilitacji „Górka” w Busku-Zdroju.
W 1961 i 1965 uzyskiwał mandat posła na Sejm PRL w okręgu Busko-Zdrój, przez dwie kadencje zasiadał w Komisji Zdrowia i Kultury Fizycznej. Zmarł w trakcie IV kadencji Sejmu.

## Publikacje
- Opieka sportowo-lekarska na Wołyniu, Warszawa, 1938.
- Zapobieganie urazowości w gimnastyce. Kultura Fizyczna, 1952.

## Ordery i odznaczenia
- Krzyż Kawalerski Orderu Odrodzenia Polski
- Krzyż Walecznych
- Złoty Krzyż Zasługi (10 marca 1939)[2]
- Srebrny Krzyż Zasługi (dwukrotnie)
- Odznaka Grunwaldzka
- Odznaka 1000-lecia Państwa Polskiego[3]